# Luka Lochoshvili
Luka Lochoshvili (en géorgien : ლუკა ლოჩოშვილი), né le 29 mai 1998 à Tbilissi en Géorgie, est un footballeur international géorgien. Il évolue au poste de défenseur central au FC Nuremberg.
Il remporte le 27 février 2023 le prix du Fair-Play de la FIFA lors de la cérémonie "The Best"

## Biographie

### En club
Né à Tbilissi en Géorgie, Luka Lochoshvili est formé au sein du club du Dinamo Tbilissi. Il fait ses débuts professionnel avec ce club, jouant son premier match le 18 novembre 2016 face au Lokomotiv Tbilissi. Il est titularisé lors de cette rencontre remportée par son équipe sur le score de quatre buts à zéro.
Le 30 août 2017, Luka Lochoshvili signe en faveur du club ukrainien du Dynamo Kiev. En février 2019 il est prêté par le Dynamo au MŠK Žilina, en Slovaquie.
Le 24 août 2020 il rejoint l'Autriche pour s'engager en faveur du Wolfsberger AC. Il joue son premier match sous ses nouvelles couleurs le 13 septembre 2020, lors de la première journée de la saison 2020-2021 du championnat d'Autriche face au Red Bull Salzbourg. Il est titularisé et rapidement expulsé lors de ce match perdu par son équipe par trois buts à un. Il inscrit son premier but pour le Wolfsberger AC face au FK Austria Vienne le 21 mars 2021, en championnat. Il contribue ainsi à la victoire des siens par cinq buts à trois.
Le 10 août 2022, Luka Lochoshvili rejoint l'Italie afin de signer pour l'US Cremonese, tout juste promu en première division.
Le 27 février 2023, lors de la cérémonie "The Best" organisée par la FIFA, il remporte le "Prix du Fair-play de la FIFA" à seulement 24 ans pour le magnifique geste qu'il a eu en février 2022, à la suite d'un violent coup de genou qu'écopa Georg Teigl, un joueur de l'Austria Vienne. Il lui sauva la vie en lui déplaçant la langue afin qu'il puisse mieux respirer. Néanmoins, ce geste paraît normal pour le Géorgien. 

### En sélection
Luka Lochoshvili représente l'équipe de Géorgie des moins de 17 ans entre 2014 et 2015, pour un total de six matchs joués.
Le 22 mars 2017, Lochoshvili joue son premier match avec l'équipe de Géorgie espoirs, contre l'Islande. Il entre en jeu à la place de Guram Giorbelidze (en) et son équipe l'emporte par trois buts à un.
Luka Lochoshvili honore sa première sélection avec l'équipe nationale de Géorgie le 5 septembre 2021, à l'occasion d'un match face à l'Espagne. Il est titularisé lors de cette rencontre perdue par son équipe sur le score de quatre buts à zéro.
Lochoshvili marque son premier but en sélection le 12 octobre 2023, à l'occasion d'un match amical face à la Thaïlande. Titulaire, il participe à la victoire de son équipe par huit buts à zéro.
Le 22 mai 2024, il fait partie de la liste des 26 joueurs convoqués par Willy Sagnol pour disputer l'Euro 2024.